# Wolterstorffina mirei
Wolterstorffina mirei é uma espécie de sapo da família Bufonidae. Ele é endêmico em Camarões. Seu habitat natural são as florestas tropicais e subtropicais úmidas de montanha, pradarias tropicais e subtropicais de elevada altitude e rios. Está ameaçado pela perda de seu habitat.